# شكل الفارسية
شَكْل الفارسيَّة هي جارية فارسيَّة الأصل، اشتراها الخليفة العبَّاسي الثالث مُحمَّد المهدي، وتلقت تدريبًا في الغناء، ثم أصبحت من محظياته المُقرَّبات. تُعد شكل والدة الأمير والشاعر والمغني الشهير إبراهيم بن المهدي.

## سيرة شخصية
كانت شكل جارية فارسية، اشتراها الخليفة المهدي من سوق الجواري في بغداد بمبلغ زهيد نسبيًا، قُدِّر بألف دينار. تشير الروايات إلى أنها كانت صغيرة السن حينها. أهداها المهدي في البداية إلى جاريته ومحظيته الأولى مَهيات، التي لاحظت موهبة شكل واستعدادها للغناء. اهتمت مهيات بتثقيفها موسيقيًا، ثم أرسلتها إلى مدينة الطائف لتتعلم أصول الغناء العربي على يد المختصين فيها.

## مكانتها عند المهدي
بعد فترة قضتها شكل في تعلم الغناء، شاهدها الخليفة المهدي في جناح الجارية مهيات، فأُعجب بها وبموهبتها فاستدعاها لتكون من ندائمه ومحظياته. ويُقال إن شكل هي التي أنجبت للمهدي ابنه إبراهيم بن المهدي، الذي ورث عن والدته حُب الغناء والموسيقى وبرع فيهما، وأصبح شاعرًا وعالمًا مرموقًا، وفي أحداث ما بعد الفتنة الرابعة بين الأخوين محمد الأمين وعبد الله المأمون، والتي انتهت بانتصار الأخير، وبسبب قيام المأمون بتولية الإمام علي الرضا وليًا للعهد من بعده، ثار أهل بغداد، وحاولوا تنصيب إبراهيم خليفةً لفترة تقارب السنتين، لكنها انتهت بالقضاء على ثورته سريعًا لصالح المأمون، ثم عفا المأمون عنه.

## علاقتها بالخيزران
لم تكن الخيزران بنت عطاء، زوجة المهدي ذات النفوذ القوي، قلقة في البداية من تعلق المهدي ببعض الجواري مثل شكل، ولم تخشَ على مكانتها. لكن في مرحلة لاحقة، شعرت الخيزران ببعض الخطر من قرب شكل من المهدي، خاصةً لمعرفتها بميل زوجها الشديد للغناء والموسيقى الذي كانت شكل تجيده ببراعة. ومع ذلك، ورغم هذا القلق العابر، لم تصل شكل أبدًا إلى المكانة والنفوذ الذي كانت تتمتع به الخيزران في بلاط المهدي.

### فهرس المنشورات
1. 1 2 3  حسن (2013)، ص. 69.
2. ↑  حسن (2013)، ص. 69-70.
3. ↑  حسن (2013)، ص. 70.

### معلومات المنشورات كاملة
الكتب مرتبة حسب تاريخ النشر
- سولاف فيض الله حسن (2013). دور الجواري والقهرمانات في دار الخلافة العباسية (ط. 1). دمشق: صفحات للدراسات والنشر والتوزيع. ISBN:978-9933-495-13-8. OCLC:6914266520. OL:43175027M. QID:Q125689500.